# Hypena metaleuca
Hypena metaleuca là một loài bướm đêm trong họ Erebidae.